# Semsey Andor
Semsey Andor (Kassa, 1833. december 22. – Budapest, 1923. augusztus 14.) nagybirtokos, az MTA tagja, természetbúvár, a magyar tudomány mecénása.

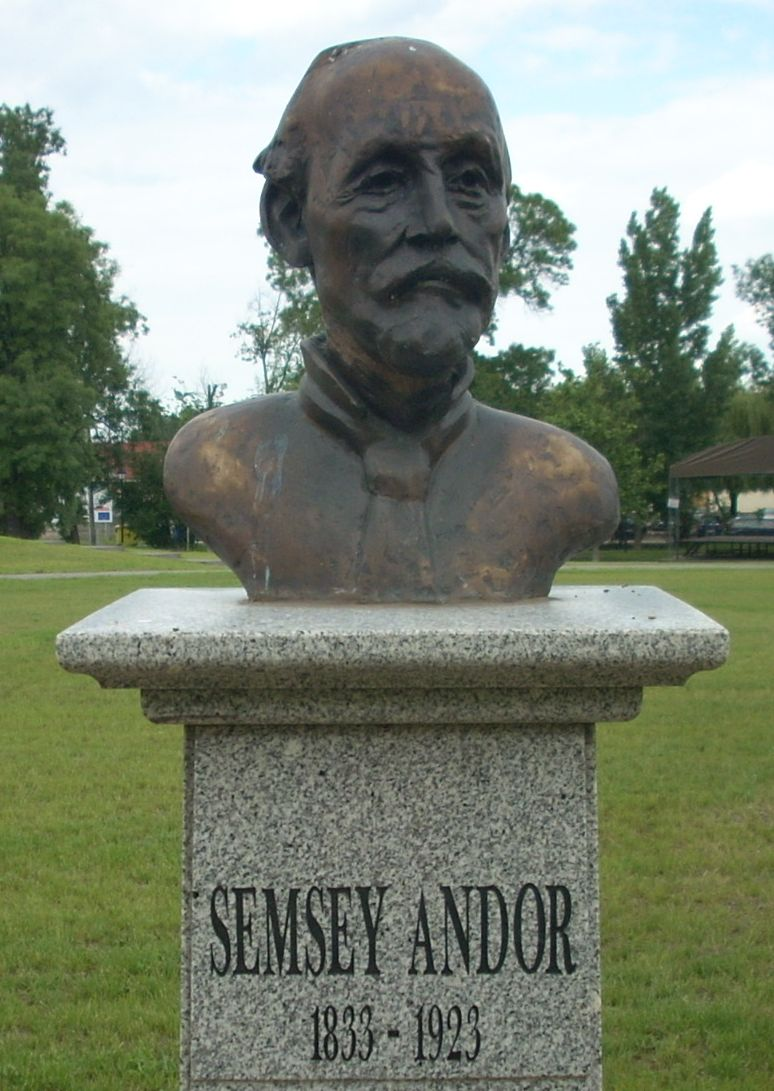
Semsey Andor szobra Balmazújvárosban. Freund Éva alkotása (2010)

## Életpályája

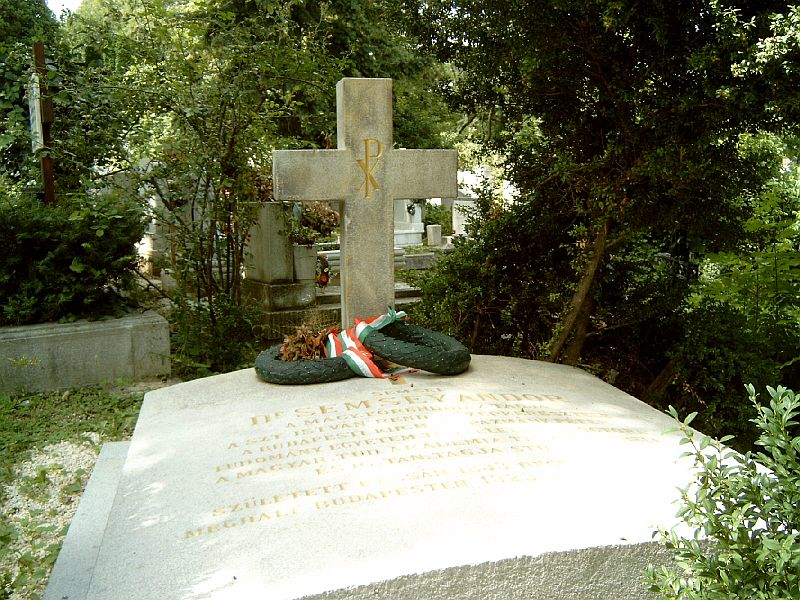
Semsey Andor sírja Budapesten, a Farkasréti temetőben.

A Magyaróvári Császári és Királyi Gazdasági Felsőbb Tanintézet elvégzése után német, holland és skót főiskolákon folytatott gazdasági tanulmányokat.  Mintegy negyvenezer holdnyi földbirtoka volt, de a gazdálkodásban nem lelte örömét, ezért 1866-ban bérbe adta összes birtokát, és Pestre költözött. 
Érdeklődése a természettudományokra, elsősorban az ásványtanra és a földtanra irányult. Felkereste Európa legfontosabb földtani intézeteit és múzeumait, s számos ásvány- és kőzetgyűjteményt vásárolt meg múzeumaink számára. Marseille-ben 1882-ben megvette az elhunyt Henri Coquand professzor huszonnyolcezer darabból álló ásványgyűjteményét, és a Földtani Intézetnek adományozta. Az ő jóvoltából került a Magyar Nemzeti Múzeumba a világ akkori leghíresebb gyűjteményei közül a Spindler-, a Béranger- és az Esterházy-féle kövületkollekció. A neves gyűjtők anyagának megvásárlásával világhírűvé fejlesztette a Nemzeti Múzeum meteoritgyűjteményét. Ezt a kollekciót ő maga rendszerezte, megadva a lehullás helyét, idejét és az egyes darabok jellemző adatait, mindezt A Magyar Nemzeti Múzeum meteorit gyűjteménye címmel közleményben adta ki. Gyakorlatilag teljes vagyonát, több mint kétmillió aranykoronát a hazai tudományos élet támogatására áldozta. Támogatta Herman Ottó kutatásait, Eötvös Loránd gravitációs kísérleteit, a geológusok és geográfusok kutatásait és külföldi útjait. Az ő támogatása tette lehetővé a Balaton-monográfia kiadását is. 1890-ben százezer forintos alapítványt hozott létre a Magyar Tudományos Akadémia szakkönyvkiadásának javára, és nagy összeggel járult hozzá az 1895-ben életre hívott Eötvös Kollégium alaptőkéjéhez. „Mindnyájunk kötelessége, hogy hazánk előrehaladásán közremunkálkodjunk” – írta és erre példát is mutatott.

## Elismerései
- Díszdoktorává avatta a budapesti Tudományegyetem, tiszteleti taggá választotta számos tudományos társulat.
- a Magyar Tudományos Akadémia tiszteleti tagja (1882).

## Emlékezete
- Semsey Andor emlékkötet (2008)
- Sírja Budapesten a Farkasréti temetőben (10/1-1-60/61.) található.
- Szobra Balmazújvároson (2010).
- Róla elnevezett utca Budapest XIV. kerületében.
- Nevét több ásvány őrzi (semseyt, andorit).
- A Magyar Természettudományi Múzeum Semsey Andor Emlékéve 2008. november 18-án fejeződött be.
- Nevét őrzi a 284357 Semseyandor kisbolygó.[2]

## Művei
- Szilágysomlyó harmadrendű kövületei. 1877.
- A Magyar Nemzeti Múzeum meteorit gyűjteménye. 1886.